# Chordin
Chordin je antagonista kostního morfogenetického proteinu, který se  skládá ze čtyř malých na cystein bohatých domén, jejichž funkce není známa. Chordin byl původně identifikován v Xenopus laevis v laboratoři Edwarda M. De Robertise jako klíčový hráč pro vývojové bílkoviny , které tvoří zpomaluje vývoj obratlovců z embryonálních tkání. Jde o polypeptid z 941 aminokyselin, 120 kDa velký , který inhibuje byvíjející se embryo vazbou  na TGFß proteiny, jako jsou kostní morfogenní proteiny. Existuje pět izoforem tohoto proteinu skrze alternativní sestřih.
U lidí, chordinový peptid je kódován podle CHRD genu.
Chordin je také zapojen ve vývoji ptačí gastrulace.